# Korkusuz Korkak
Korkusuz Korkak là một bộ phim hài Thổ Nhĩ Kỳ năm 1979 của đạo diễn Natuk Baytan.

## Diễn viên
- Kemal Sunal - Mülayim Sert
- Turgut Özatay - Ayı Abbas
- Ayşin Atav - Sevil
- Nejat Gürçen - Patron
- Zafer Önen - Müdür